# Kuwaitische Männer-Handballnationalmannschaft
Die kuwaitische Männer-Handballnationalmannschaft vertritt Kuwait bei internationalen Turnieren im Herrenhandball.
Die Mannschaft wurde bisher dreimal Asienmeister und nahm neunmal an Weltmeisterschaften teil.

## Erfolge bei Meisterschaften

### Handball-Weltmeisterschaft
- Beste Platzierung: 15. Platz 1982

Bei der Handball-Weltmeisterschaft 2009 in Kroatien belegte das Team in der Vorrundengruppe B Platz 6. Im President’s Cup 1 belegte die Mannschaft den 5. Platz durch einen Sieg gegen Australien (27:24). Danach ging es um Platz 21 gegen Brasilien. Dieses Spiel verlor Kuwait 24:27 und belegte damit Platz 22. Bei der Weltmeisterschaft 2025 belegte die Mannschaft den 28. Platz von 32 Mannschaften.

### Handball-Asienmeisterschaft
- Gold: 1995, 2002, 2004
- Silber: 1993
- Bronze: 1979, 1983, 1987, 1989

### Olympische Spiele
Bisher keine Teilnahme

## Trainer
Trainiert wird die Mannschaft von Aron Kristjánsson. Nabeel al-Shehab war zuvor als Nationaltrainer tätig. Isidoro Martínez war ab April 2022 im Amt.

## Spieler
Bekannte Spieler sind Torki al-Khalidi und Hasan al-Shatti.